# True Freedom Trust
True Freedom Trust ist eine religiöse Organisation mit Sitz in Wirral, Großbritannien, die Schwule und Lesben zur Enthaltsamkeit ermuntern möchte.  Sie betrachtet die Verbreitung der Ansicht, dass homosexuelles Verhalten, aber nicht die sexuelle Orientierung, Sünde sei, als eine Form des christlichen Dienstes an der lesbischwulen Community.

## Geschichte und Standpunkte
True Freedom Trust wurde 1977 von dem anglikanischen Geistlichen L. Roy Barker und von Martin Hallett gegründet, einem Homosexuellen, der neun Jahre lang "einen homosexuellen Lebensstil gepflegt hatte". Seit Barkers Tod im Jahr 2004 wird die Organisation von Martin Hallett geführt.
TFT ermutigt homosexuelle Christen nicht grundsätzlich, eine Veränderung ihrer sexuellen Ausrichtung zu erwarten, auch wenn eine solche Veränderung von der Organisation für möglich gehalten wird. TFT war Gründungsmitglied von Exodus International, dem internationalen Arm der Ex-Gay-Organisation, kündigte jedoch seine Mitgliedschaft im Jahr 2000 aufgrund von Aussagen von Exodus, die ihrer Meinung nach dazu tendierten, den Menschen "Illusionen vorzugaukeln", indem ihnen eine Veränderung der Orientierung versprochen wurde. Aufgrund der historischen Beziehung zu Exodus und der Einstellung gegenüber homosexuellem Verhalten wird True Freedom Trust oft als Teil der Ex-Gay-Bewegung angesehen, obwohl das tatsächlich nicht mehr der Fall ist. 
Als die evangelikale Organisation Courage Trust 2001 ankündigte, dass sie nun "gay-affirming" sei, erklärte TFT-Direktor Martin Hallett, dass das für True Freedom Trust keine Folgen haben werde, und dass man an der Überzeugung festhalte, dass homosexuelle "sexuelle Aktivität" grundsätzlich falsch sei.
2004 kam die Organisation in die nationalen und kirchlichen Schlagzeilen, als die Holy-Trinity-Gemeinde in Barnet verkündete, sie werde das der Diözese geschuldete Geld aufgrund der Nomination von Jeffrey John als Bischof nicht an die Diözese, sondern an True Freedom Trust überweisen.

## Tätigkeit
TFT arbeitet grundsätzlich auf Empfehlungsbasis, indem unzufriedene homosexuelle Christen mit dem Hauptbüro in Kontakt gebracht werden, wo sie beraten werden und Empfehlungen erhalten, welchen weiteren Weg sie gehen können. Oft schließt dies eine persönliche Betreuung durch einen christlichen Betreuer sowie die Empfehlung an eine "Barnabas"-Gruppe ein. Die Barnabas-Gruppen sind Selbsthilfegruppen von Christen, die sich aus homosexuellen und heterosexuellen Teilnehmern zusammensetzen und von denen im Vereinigten Königreich und in Irland mehrere Gruppen existieren.
Laut Hendon & Finchley Times, hat TFT seit 1977 schon 10'000 Männern und Frauen "geholfen".
True Freedom Trust ist Mitglied der Association of Christian Counsellors im Vereinigten Königreich und der Mitglied der Evangelischen Allianz von Großbritannien.
True Freedom Trust hat nach englischem Recht die Organisationsform eines Charity Trusts.